# Sericopelma dota
Sericopelma dota là một loài nhện trong họ Theraphosidae.
Loài này thuộc chi Sericopelma. Sericopelma dota được Carlos E. Valerio miêu tả năm 1980.